# BMW F800 S

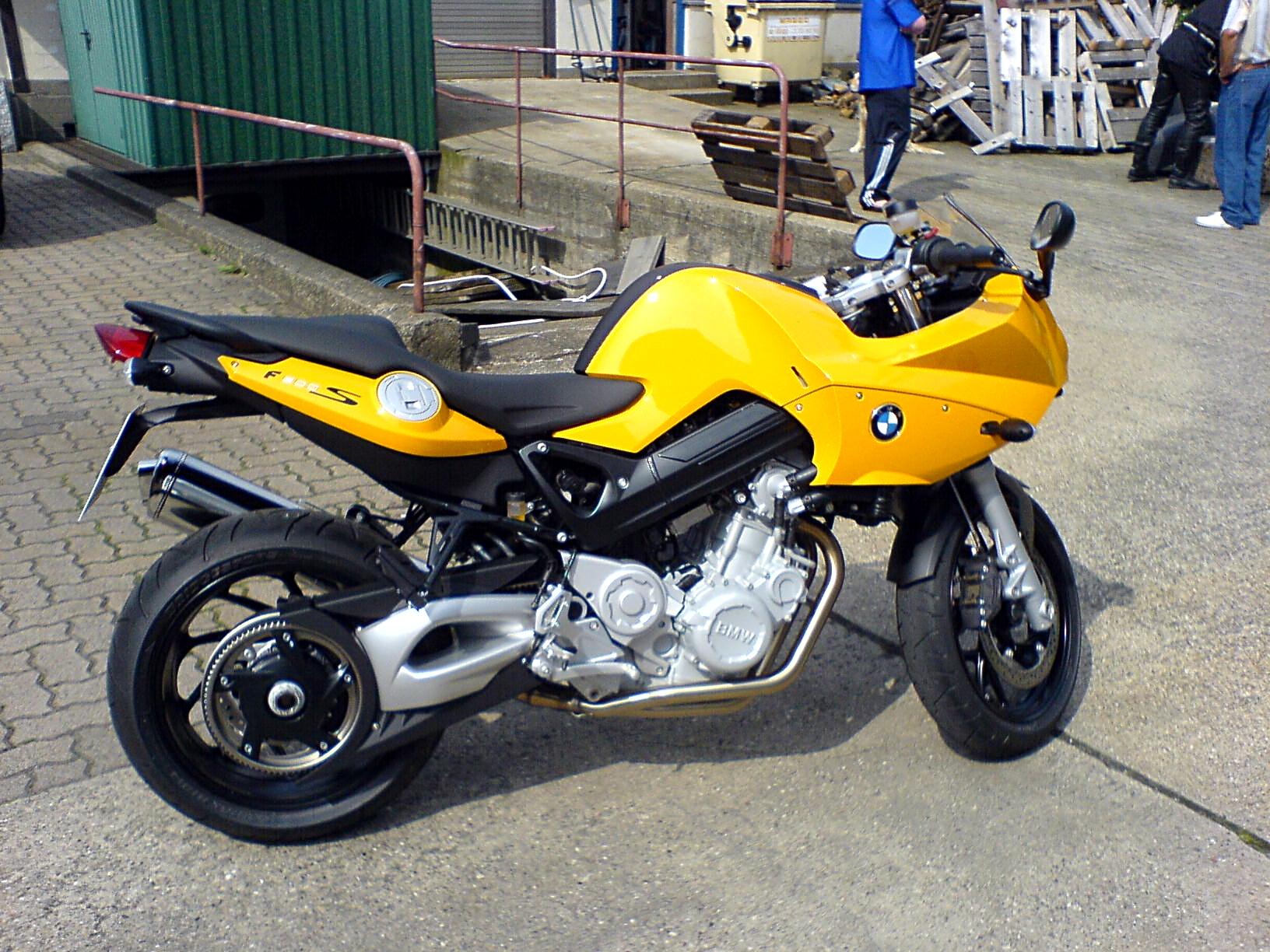
Modelo BMW F800 S.

La BMW F800 S es una motocicleta deportiva de bajo costo producida por el fabricante alemán BMW desde 2005.

## Características

### Motor
El motor que incorpora la F800 S es de 4 tiempos, de 2 cilindros en línea, 798 c.c, e inyección electrónica. Desarrolla 85 caballos de potencia a 8.000 rpm. La refrigeración es líquida.

### Otras características
- La motocicleta está homologada para circular por carretera.

- El peso de la motocicleta en seco es de 198 kg.

- El chasís es de doble viga, desarrollado en aluminio.

- La caja de cambios manual es de 6 velocidades.

- El arranque se ejecuta eléctricamente.

- La transmisión se realiza por correa.[2]

- La suspensión delantera es una horquilla telehidráulica de 43/140 mm, y la trasera es de tipo A de 140 mm.

- Los frenos son de marca Brembo, de doble disco de 320 mm adelante, con pinzas de 4 pistones opuestos. Atrás, son de monodisco de 256 mm.

- Los neumáticos son de diferente talla: 120/70 R17 adelante, y 180/55 R17 atrás.

- El sistema de engrase es de cárter seco con depósito integrado.

- La altura del sillín está entre 790 y 820 milímetros respecto al piso.

- El depósito de gasolina es de 16 litros.

### Precio y adquisición
El precio de la F800 S es de aproximadamente 9.300 euros, y está disponible en colores amarillo, rojo, y plateado. El vehículo puede adquirirse directamente en la misma planta ubicada en Alemania, o mediante distribuidores legalmente autorizados.